# Simning vid världsmästerskapen i simsport 2024 – Herrarnas 400 meter medley
Herrarnas 400 meter medley vid världsmästerskapen i simsport 2024 avgjordes den 18 februari 2024 i Aspire Dome i Doha i Qatar.
Nyzeeländske Lewis Clareburt tog guld efter ett lopp på 4 minuter och 9,72 sekunder. Silvret togs av brittiske Max Litchfield och bronset togs av japanske Daiya Seto.

## Rekord
Inför tävlingens start fanns följande världs- och mästerskapsrekord:
|                   | Namn          | Nation    | Tid     | Ort            | Datum        |
| ----------------- | ------------- | --------- | ------- | -------------- | ------------ |
| Världsrekord      | Léon Marchand | Frankrike | 4.02,50 | Fukuoka, Japan | 23 juli 2023 |
| Mästerskapsrekord | Léon Marchand | Frankrike | 4.02,50 | Fukuoka, Japan | 23 juli 2023 |

## Resultat

### Försöksheat
Försöksheaten startade klockan 09:32.
| Placering | Heat | Bana | Namn                 | Nationalitet     | Tid     | Noteringar |
| --------- | ---- | ---- | -------------------- | ---------------- | ------- | ---------- |
| 1         | 2    | 1    | David Johnston       | USA              | 4.12,51 | 0Q0        |
| 2         | 2    | 3    | Max Litchfield       | Storbritannien   | 4.12,54 | 0Q0        |
| 3         | 2    | 4    | Daiya Seto           | Japan            | 4.13,06 | 0Q0        |
| 4         | 3    | 4    | Carson Foster        | USA              | 4.13,24 | 0Q0        |
| 5         | 3    | 3    | Lewis Clareburt      | Nya Zeeland      | 4.13,61 | 0Q0        |
| 6         | 3    | 6    | Balázs Holló         | Ungern           | 4.13,93 | 0Q0        |
| 7         | 2    | 6    | Lorne Wigginton      | Kanada           | 4.14,54 | 0Q0        |
| 8         | 3    | 5    | Alberto Razzetti     | Italien          | 4.15,84 | 0Q0        |
| 9         | 3    | 9    | Robert-Andrei Badea  | Rumänien         | 4.18,43 |            |
| 10        | 3    | 1    | Collyn Gagne         | Kanada           | 4.18,74 |            |
| 11        | 2    | 0    | Marius Toscan        | Schweiz          | 4.19,24 |            |
| 12        | 3    | 7    | Zhang Zhanshuo       | Kina             | 4.19,86 |            |
| 13        | 3    | 8    | Richard Nagy         | Slovakien        | 4.20,76 |            |
| 14        | 2    | 8    | Kim Min-seop         | Sydkorea         | 4.20,93 |            |
| 15        | 1    | 6    | Anže Ferš Eržen      | Slovenien        | 4.23,64 |            |
| 16        | 1    | 5    | Jaouad Syoud         | Algeriet         | 4.23,66 |            |
| 17        | 3    | 2    | Matthew Sates        | Sydafrika        | 4.25,04 |            |
| 18        | 1    | 3    | Tan Khai Xin         | Malaysia         | 4.25,16 |            |
| 19        | 1    | 4    | Erick Gordillo       | Guatemala        | 4.25,34 |            |
| 20        | 2    | 9    | Nguyễn Quang Thuấn   | Vietnam          | 4.28,72 |            |
| 21        | 3    | 0    | Wang Hsing-hao       | Kinesiska Taipei | 4.39,53 |            |
| 22        | 1    | 7    | Oliver Durand        | Namibia          | 4.42,64 |            |
| 23        | 1    | 1    | Ahmed Theibich       | Bahrain          | 4.54,79 |            |
| –         | 2    | 5    | Tomoru Honda         | Japan            | 0DNS0   | 0DNS0      |
| –         | 1    | 2    | Jarod Arroyo         | Puerto Rico      | 0DSQ0   | 0DSQ0      |
| –         | 2    | 2    | Apostolos Papastamos | Grekland         | 0DSQ0   | 0DSQ0      |
| –         | 2    | 7    | Thomas Jansen        | Nederländerna    | 0DSQ0   | 0DSQ0      |

### Final
Finalen startade klockan 20:01.
| Placering | Bana | Namn             | Nationalitet   | Tid     | Noteringar |
| --------- | ---- | ---------------- | -------------- | ------- | ---------- |
| 1         | 2    | Lewis Clareburt  | Nya Zeeland    | 4.09,72 |            |
| 2         | 5    | Max Litchfield   | Storbritannien | 4.10,40 |            |
| 3         | 3    | Daiya Seto       | Japan          | 4.12,51 |            |
| 4         | 6    | Carson Foster    | USA            | 4.12,62 |            |
| 5         | 4    | David Johnston   | USA            | 4.13,05 |            |
| 5         | 8    | Alberto Razzetti | Italien        | 4.13,05 |            |
| 7         | 1    | Lorne Wigginton  | Kanada         | 4.14,98 |            |
| 8         | 7    | Balázs Holló     | Ungern         | 4.19,66 |            |